# Drusas
Para otros usos véase Drusa (desambiguación)

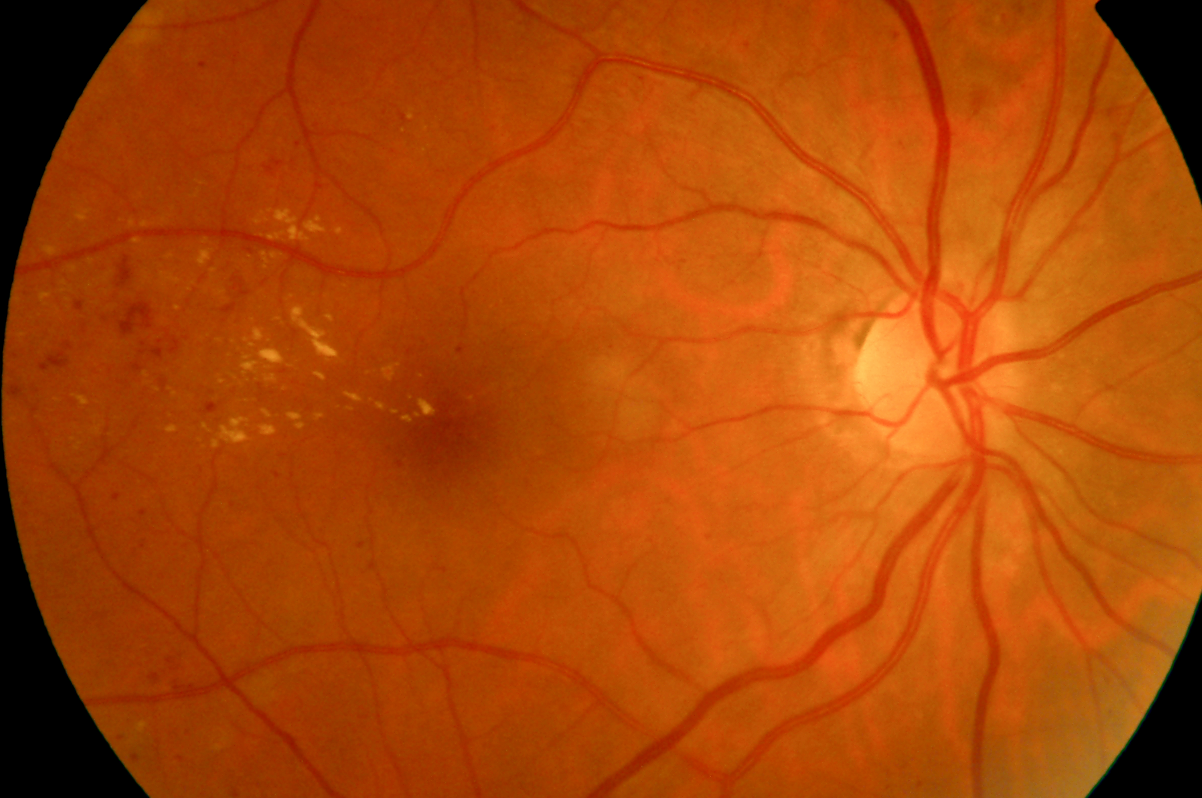
Drusas maculares duras en el ojo derecho. Mujer diabética de 65 años.

Las drusas (de la palabra alemana para nódulo o geoda) son pequeñas acumulaciones de material extracelular de color amarillo que se depositan en la retina (la capa más interna de la pared del ojo en la que se encuentran las células sensibles a la luz). La presencia de drusas es normal a partir de cierta edad, son infrecuentes por debajo de los 45 años, habituales entre los 45 y 65 y generalizadas a partir de los 65. La acumulación de numerosas drusas en la mácula (la zona de la retina de mayor sensibilidad) es un signo que aparece en una enfermedad de los ojos que se llama degeneración macular asociada a la edad, también conocida por las siglas DMAE.

## Tratamiento
Se ha estudiado el tratamiento con láser de las drusas. Si bien es posible eliminar las drusas con esta estrategia de tratamiento, se ha demostrado que no logra reducir el riesgo de desarrollar la neovascularización coroidea que causa la ceguera asociada con la degeneración macular relacionada con la edad.